# Jak żyć
Jak żyć – polski film dokumentalno-obyczajowy z 1977 roku w reżyserii Marcela Łozińskiego. Premiera filmu miała miejsce 4 kwietnia 1977. Film brał udział w 8. Festiwalu Polskich Filmów Fabularnych w 1981 roku.
Film został nakręcony w Zespole Filmowym „X” jako „pełnometrażowy film fabularny”, chociaż Łoziński podkreślał jego niejednoznaczność. Jak żyć został dopuszczony do dystrybucji w okrojonej wersji dopiero w 1981. Łoziński mówił o nim następująco:

Nie interesuje mnie ani czysty dokument, ani fabuła z aktorami. Robiąc ‘czysty dokument’ – tylko patrzymy. W fabule – posługujemy się wymyślonymi schematami. Staram się wyciągnąć korzyści z obu metod: fabularnej i dokumentalnej. (...) Ktoś powiedział: realizować film, to znaleźć moment równowagi między własną ideą – a sugestiami rzeczywistości. Staram się wpłynąć na rzeczywistość, a następnie stworzoną sytuację traktować jako otwartą.

## Nagrody
Źródło: Filmpolski.pl
- 1981 – trzecia nagroda na Międzynarodowym Forum Filmowym „Człowiek-Praca-Twórczość” w Lublinie
- 1981 – nagroda dziennikarzy „Czarcia Łapa” na Międzynarodowym Forum Filmowym „Człowiek-Praca-Twórczość” w Lublinie
- 1981 – nagroda za debiut reżyserski na koszalińskim festiwalu „Młodzi i Film”